# 姚官莊
姚官莊遺址，為中國新石器時代著名遺址之一，位於山東省潍坊市西南方的姚官莊村，為山東龍山文化遺址。
1960年山東省文物局配合水庫工程進行發掘，揭露面積1700餘平方米，文化遺存主要有兩大層。
下層為龍山文化，上層為周漢時期的遺存。龍山文化是這次發掘的主要收穫，出土陶器以泥質和夾砂黑陶為主。器表多素面、泥質黑陶多磨光。常見紋飾有堆紋、弦紋，還有壓印紋、鏤孔等。
器形有鬶、甗、鼎、罐、盆、盤、杯、豆、盂、碗、瓶、蛋殼高柄杯等。
石器有鏟、斧、錛、鑿、刀、鐮、矛、鏃、紡輪等，矛和鏃所佔比例可觀。出土的裝飾品有人面形飾，為龍山文化不多見。姚官莊遺址的發掘，是山東龍山文化的一次重要發掘，對山東龍山文化的研究有促進作用。